# Wodospad Kamieńczyka
Wodospad Kamieńczyka (846 m n.p.m.) – najwyższy wodospad w polskich Sudetach, położony na trasie ze Szklarskiej Poręby na grzbiet główny Karkonoszy. Wodospad miał status pomnika przyrody, obecnie jest to obszar ochrony ścisłej, wchodzący w skład Karkonoskiego Parku Narodowego.

## Wodospad
Woda potoku Kamieńczyk spada trzema kaskadami z wysokości 27 m i wpada do Wąwozu Kamieńczyka. Kaskada środkowa początkowo tworzy jeden strumień, który półtora metra niżej rozdziela się na półkach skalnych. Szerokość wąwozu przy wodospadzie wynosi około 15 m, a niżej zmniejsza się nawet do 3 metrów. Ściany mają wysokość do 30–35 metrów. Za środkową kaskadą znajduje się niewielka jaskinia, nazywana Złotą Jamą, sztucznie wykuta przez walończyków, którzy przed wiekami znajdowali tu ametysty i pegmatyt. U stóp wodospadu znajduje się pięciometrowy kocioł eworsyjny, wypełniony blokami skalnymi. Poniżej wodospadu znajduje się kanion długości 100 m, zwany Wąwozem Kamieńczyka.

## Historia
Już na przełomie XVIII i XIX w., na fali zainteresowania turystyką górską, wodospad stał się atrakcję turystyczną. John Quincy Adams, późniejszy prezydent Stanów Zjednoczonych, odwiedził go podczas swej podróży po Śląsku w 1800 r. W opublikowanych wkrótce „Listach o Śląsku”  pod datą 1 sierpnia 1800 r. pisał on:
- Żeby się nie męczyć, postanowiliśmy zadowolić się tego dnia wycieczką do wodospadu Kamieńczyka. Położenie jego jest tak dzikie i romantyczne jak Szklarki, ale jest on trzy razy wyższy, ma sto pięćdziesiąt stóp wysokości. Wydaje się tutaj, jak w wielu miejscach w tej okolicy, że jakiś gwałtowny wstrząs rozerwał głazy i utworzył te gigantyczne przepaści, ziejące wśród skał.[6]

W ciągu XIX w. popularność wodospadu rosła, zwłaszcza dzięki kolejnym ułatwieniom w dostępie do niego. Tak było po wybudowaniu w latach 1848-1849 drogi prowadzącej od Piechowic przełomem rzeki Kamiennej do huty "Józefina" w Szklarskiej Porębie, a następnie brukowanej drogi wzdłuż doliny Kamieńczyka na Halę Szrenicką.
W roku 1890 Riesengebirgsverein udostępniło wodospad do zwiedzania poprzez wybudowanie zejścia do Wąwozu Kamieńczyka od strony hotelu górskiego. Z kolei powyżej wodospadu na potoku wybudowano niewielką zaporę, piętrzącą wodę. Po podniesieniu zastawki uzyskiwano przez krótki czas widowiskowy efekt wielkich mas wody spadających z hukiem w głąb wąwozu. Wykorzystywane było to zwłaszcza latem i wczesną jesienią, gdy Kamieńczyk normalnie toczył niewiele wody. Instalacja ta stała się przyczyną głośnego wypadku, który miał miejsce 14 sierpnia 1947 r. Gdy grupa zwiedzających weszła na skały w środkowej części wodospadu z zamiarem wykonania pamiątkowych zdjęć ktoś z innej grupy turystów, przebywającej wówczas powyżej wodospadu, otworzył zastawkę. Masa wody uderzyła w osoby pod wodospadem, w wyniku czego jedna z kobiet zginęła na miejscu, a jej mąż, major Sztabu Generalnego Wojska Polskiego, doznał ciężkich obrażeń.
Kolejny wypadek miał miejsce w lipcu 1965 r. Na grupę turystów pod wodospadem spadł grad kamieni, z których jeden poważnie ranił uczestniczkę wycieczki. jak się okazało, winnym był 10-letni chłopiec, który pozbawiony nadzoru, zabawiał się rzucaniem kamieniami w głąb wąwozu. Po kolejnym śmiertelnym wypadku w Wąwozie Kamieńczyka w 1973 r. dostęp do wodospadu został na dłuższy czas zamknięty. Otwarto go dopiero w 1980 r, gdy ściany gardzieli przykryto siatką, która miała zapobiec spadaniu obrywających się odłamków skalnych. Ponowne zamknięcie dostępu miało miejsce w 1985 r. i trwało do roku 1991. Wówczas wprowadzono obowiązek noszenia kasków przes osoby schodzące do wodospadu.
Wodospad był jedną ze scenerii filmu Opowieści z Narnii: Książę Kaspian.

## Legenda
Z wodospadem związana jest legenda, jakoby w skład wody wchodzą łzy siedmiu rusałek opłakujących jedną z nich, Łabudkę, która poszukując swego ukochanego Kamieńczyka Bronisza zginęła w przepaści. Rusałka była wielokrotnie ostrzegana przez siostry, by trzymała się z daleka od śmiertelnika; ta jednak powierzyła mu swoje klejnoty, które ukochany miał sprzedać, a zdobyte w ten sposób pieniądze miały być przeznaczone na leczenie chorej matki ukochanego. Gdy oblubieniec nie wracał, rusałka wyruszyła spod Łabskiego Szczytu, po drodze widząc Kamieńczyka. Pośliznęła się jednak i spadła w przepaść.

## Turystyka

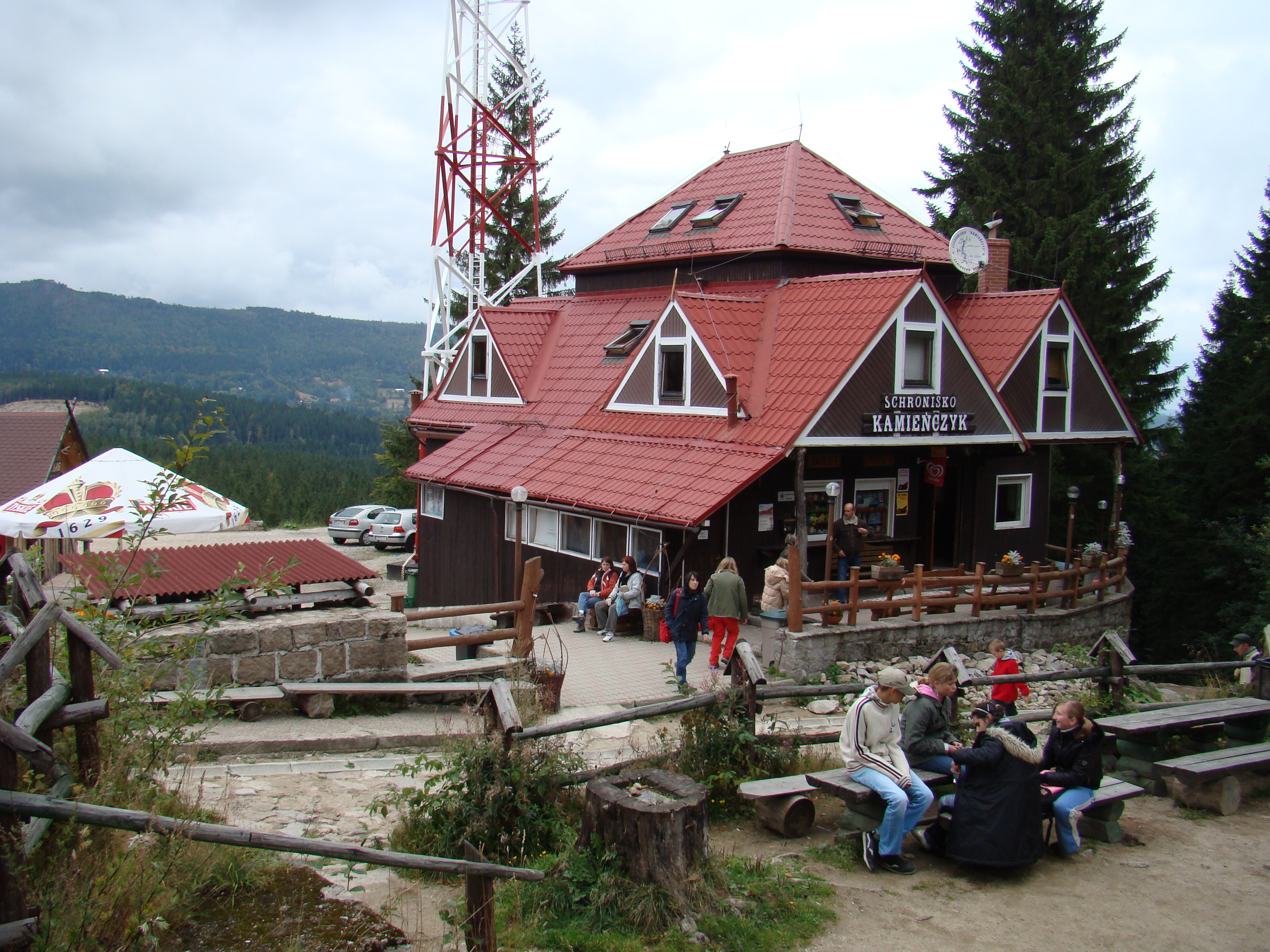
Schronisko przy Wodospadzie Kamieńczyka

Zwiedzanie wodospadu jest płatne i odbywa się w określonych godzinach. Dojście do stóp wodospadu odbywa się stalowymi podestami, umocowanymi do lewej (orograficznie) ściany Wąwozu Kamieńczyka. W ramach zakupionego biletu każdy zwiedzający otrzymuje wypożyczony kask, który zapewnia ochronę przed ewentualnymi okruchami skalnymi, jakie na skutek naturalnej erozji mogą odpadać od skał powyżej. Niedaleko wodospadu znajdują się schronisko „Kamieńczyk” i „Szałas Sielanka". Z tarasu obok nich również można podziwiać wodospad.
Szlaki turystyczne:
- Główny Szlak Sudecki: Szklarska Poręba – schronisko „Kamieńczyk” – Szrenica – Przełęcz Karkonoska[8]